# Мушина Гребля
Мушина Гре́бля — село в Україні, у Драбинівській сільській громаді Полтавського району Полтавської області. Населення становить 319 осіб.

## Географія
Село Мушина Гребля знаходиться на лівому березі пересихаючої річки Кустолове, вище за течією на відстані 1 км розташоване село Галущина Гребля, нижче за течією на відстані 2 км розташоване село Степове, на протилежному березі — село Великі Солонці.

## Населення

### Мова
Розподіл населення за рідною мовою за даними перепису 2001 року:
| Мова       | Кількість | Відсоток |
| ---------- | --------- | -------- |
| українська | 307       | 96.24%   |
| російська  | 7         | 2.19%    |
| румунська  | 4         | 1.25%    |
| білоруська | 1         | 0.32%    |
| Усього     | 319       | 100%     |

## Історія
12 червня 2020 року, відповідно до розпорядження Кабінету Міністрів України № 721-р «Про визначення адміністративних центрів та затвердження територій територіальних громад Полтавської області», село увійшло до складу Драбинівської сільської громади[1].
19 липня 2020 року, в результаті адміністративно - територіальної реформи та ліквідації  Новосанжарського району, село увійшло до складу новоутвореного Полтавського району[2].

## Об'єкти соціальної сфери
- Клуб.
- ФАП
- Початкова школа (не діюча)
- Дитячий садок (не діючий)